# チャールズ・ブルース (第3代アイルズベリー伯爵)

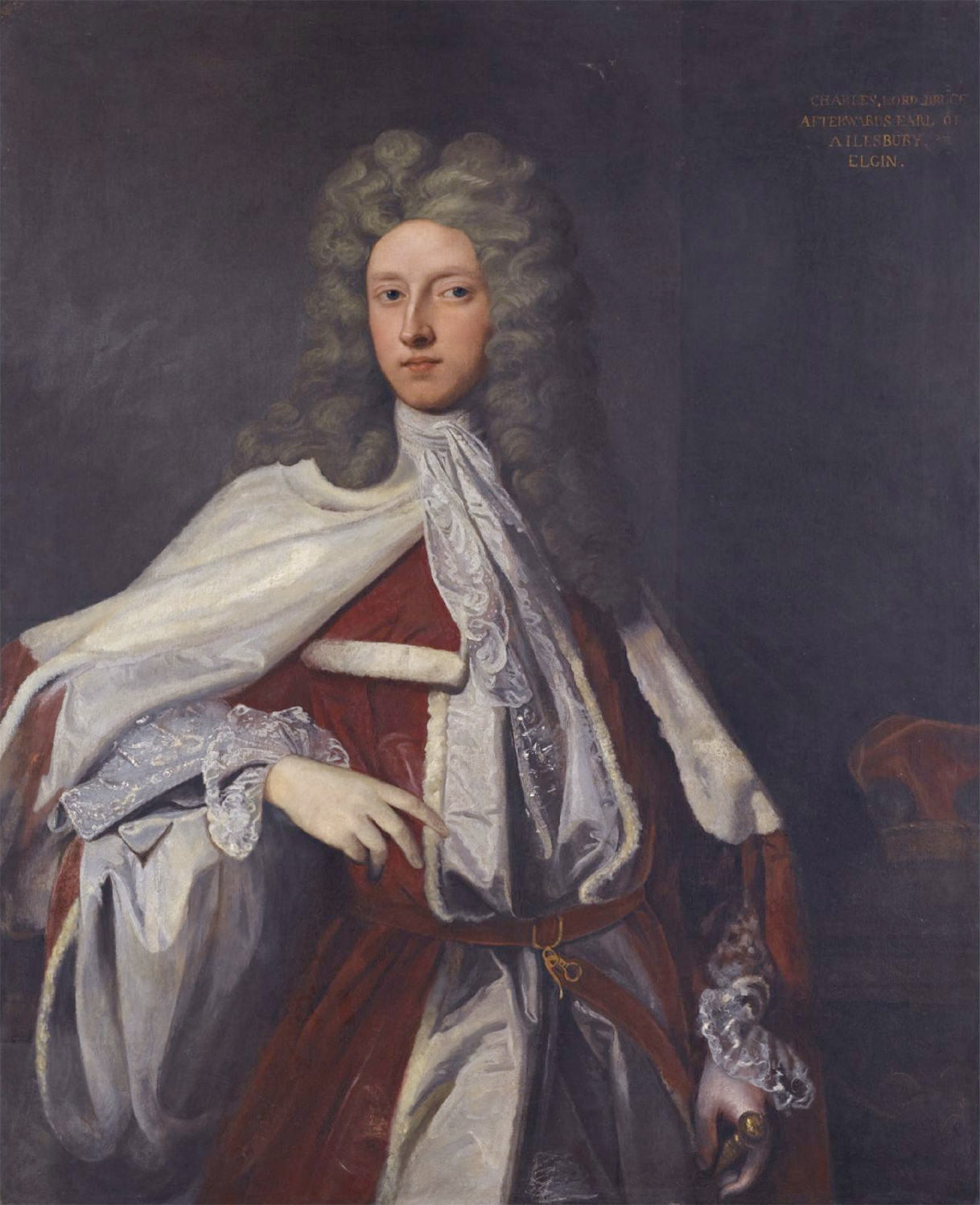
第3代アイルズベリー伯爵および第4代エルギン伯爵

第3代アイルズベリー伯爵および第4代エルギン伯爵チャールズ・ブルース（英語: Charles Bruce, 3rd Earl of Ailesbury and 4th Earl of Elgin、1682年5月29日 – 1747年2月10日）は、イギリスの貴族。1685年から1741年までブルース子爵の儀礼称号を使用した。

## 生涯
第2代アイルズベリー伯爵トマス・ブルースと1人目の妻エリザベス・シーモア（Elizabeth Seymour）の次男（長男は夭折）として、1682年5月29日に生まれた。イングランド王チャールズ2世が名親を務めた。1698年に父が国外追放されると、叔父ロバートが保護者を務めた。やがてチャールズは成人したが、7万ポンドに上る家族の債務に悩まされ、以降数年間を債務整理や裕福な相続人との結婚での金策に追われた。
家族の財政再建を成功したチャールズは1705年12月にグレート・ベッドウィン選挙区で庶民院議員に当選、1710年イギリス総選挙ではグレート・ベッドウィン選挙区とマールバラ選挙区の両方で当選、マールバラ選挙区の代表となることを選んだ。1711年12月29日、繰上勅書によりホールトンのブルース男爵を継承した。
1741年12月16日に父が死去すると、アイルズベリー伯爵とエルギン伯爵の爵位を継承した。1746年4月17日、トッテナムのブルース男爵（甥トマス・ブルーデネルへの特別残余権つき）に叙された。
1747年2月10日に死去、16日に埋葬された。アイルズベリー伯爵とホールトンのブルース男爵は断絶、トッテナムのブルース男爵は甥トマス・ブルーデネルが、エルギン伯爵は親族の第9代キンカーディン伯爵チャールズ・ブルースが、キンロス卿は第3代シャンドス公爵ジェイムズ・ブリッジスが継承した。

## 家族

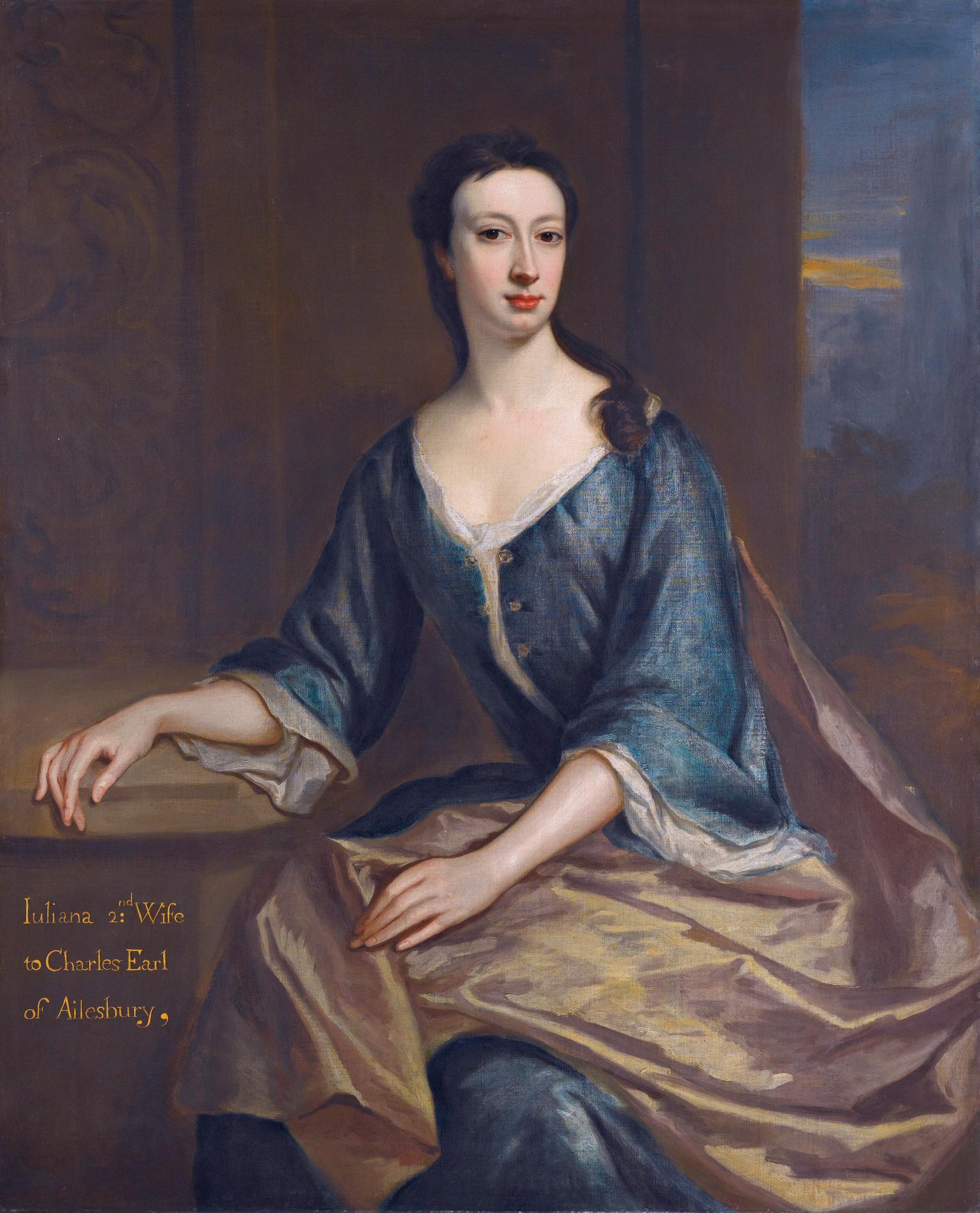
ジュリアナ・ボイルの肖像画、ジョナサン・リチャードソン作。

1706年2月7日、アン・サヴィル（1717年7月没、第2代ハリファックス侯爵ウィリアム・サヴィルの娘）と結婚、2男2女を儲けた。
- ロバート（1738年8月30日没） - フランシス・ブラッケット（Frances Blackett、1750年7月16日没、初代準男爵サー・ウィリアム・ブラッケット（英語版）の娘）と結婚、子供なし
- ジョージ（1717年以前生） - 早世
- メアリー（1710年 – 1738年8月14日） - 1728年12月21日、第2代シャンドス公爵ヘンリー・ブリッジスと結婚、子供あり[3]
- エリザベス - 1732年11月26日、ベンジャミン・バサーストと結婚、子供なし[4]

1720年2月2日、ジュリアナ・ボイル（Juliana Boyle、1739年3月26日没、第2代バーリントン伯爵チャールズ・ボイルの娘）と再婚したが、2人の間に子供はいなかった。1739年6月18日、キャロライン・キャンベル（1721年1月12日 – 1803年1月17日、第4代アーガイル公爵ジョン・キャンベルの娘）と再婚、1女を儲けた。
- メアリー（1796年11月5日没） - 1757年、第3代リッチモンド公爵チャールズ・レノックスと結婚、子供なし